# Stadio Angelo Massimino
Stadio Angelo Massimino (dříve známý jako Stadio Cibali) je víceúčelový stadion v sicilské Catanii. Je nejčastěji využíván pro fotbal. Byl postaven roku 1937 a jeho kapacita činí 23 420 diváků. Své domácí zápasy zde hraje tým Calcio Catania. Je pojmenován po bývalém klubovém předsedovi Angelu Massiminovi. Od 14.2.2007 do 30.6.2007 se zde nesměly hrát žádná utkání. Důvodem bylo násilí při regionálním derby mezi Catanií a Palermem, kdy byl zabit policejní důstojník.